# Station Jastrzębie Pomorskie
Station Jastrzębie Pomorskie is een spoorwegstation in de Poolse plaats Jastrzębie.